# ガイウス・アエミリウス・マメルクス
ガイウス・アエミリウス・マメルクス(ラテン語: Gaius Aemilius Mamercus、生没年不明)は、紀元前463年に共和政ローマの独裁官を務めたとされる人物である。

## 概要
古代ローマで用いられた執政官暦表には、マメルクスが紀元前463年に独裁官を務めたとする記録はない。リウィウスの『ローマ建国史』も、当時ローマに疫病が蔓延し、執政官や神官たちが病死した事は記されているが、独裁官については触れていない。
一方で東ローマ帝国のヨハネス・リュドゥスは同時期に独裁官が存在していたと主張している。リュドゥスが独裁官とインテルレクスを混同したとの指摘や、紀元前363年に元老院が疫病の蔓延を防ぐため指名した独裁官がマメルクスであるといった主張があり、彼が実際に独裁官を務めていたのかどうかははっきりしていない。